# Mellite (minéral)
Pour les articles homonymes, voir Mellite.
La mellite est une espèce minérale d’origine organique, de la classe des organolithes et particulièrement des mellates. Elle est chimiquement identique au sel d'aluminium de l'acide mellitique ou l'hydrate de benzènehexacarboxylate de dialuminium de formule Al2C6(COO)6 • 16 H2O. Ce minéral présente les propriétés physiques de fluorescence, luminescence et phosphorescence. Il peut donner des cristaux de grande taille, jusqu'à 7,5 cm.

## Historique de la description et appellations

### Inventeur et étymologie
La mellite a été décrite en 1789 par le minéralogiste Johann Friedrich Gmelin. Elle a été nommée du grec « μέλ˘ι », melis, pour miel, par allusion à sa couleur.

### Topotype
Le gisement topotype se trouve à Artern, dans la vallée d'Unstrut en Thuringe, Allemagne.

### Synonymie
- Mellilite (Richard Kirwan, 1796)[8]. À ne pas confondre avec la mélilite qui est un nom générique de plusieurs silicates agréés par l'IMA.
- Pierre miel (traduction française de Honigstein) (Werner, 1789)[9].
- Succin transparent en cristaux octaèdres ( Ignaz von Born, 1790)[10].
- Xylocryptite (Becquerel, 1819) (Il ne semble pas que ce minéralogiste « ancien chef de bataillon du génie » soit de la famille des physiciens célèbres.)[11].

## Cristallographie
La mellite cristallise dans le système cristallin tétragonal, groupe d'espace I41/acd (no  142) avec comme paramètres de maille a = 1 555 pm,  c = 2 321 pm et un nombre d'unités par maille Z = 8.

## Gîtologie
- Minéral rare, associé au lignite, est considéré comme étant formé de substances végétales avec de l'aluminium provenant d'argiles[13].

## Gisements remarquables

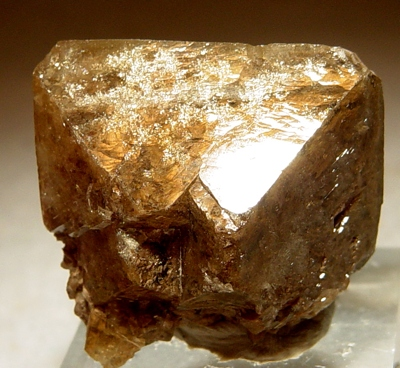
Rare cristal fin de mellite, de belle taille (3,2 x 2,8 x 2,3 cm) de la mine de Csordakúti, Bicske-Csordakút, comitat Fejér en Hongrie.

- Allemagne :

Artern, vallée d'Unstrut, Thuringe Topotype.
- Autriche :

Lanz - Stelzling, Laas, Kötschach-Mauthen, Gailtaler Alpen & Karnische Alpen, Carinthie.
- Hongrie :

Mines de charbon de Tatabánya, Gerecse, comté de Komárom-Esztergom, Mine de Csordakút (Csordakúti Mine, Bicske-Csordakút,  Bicske-Zsámbéki Basin,  Fejér Co.).
- France :

Auteuil (xylocryptite de Becquerel), mais plus largement le sous-sol de la ville de Paris.
- Russie :

Maleevka (Malevka; Malowka), Bogorodetsk District, Tul’skaya Oblast.
- République tchèque :

Colline de Valachov, Skřivaň, Bohème.

## Exploitation des gisements
C'est un cristal translucide de couleur miel qui peut être poli et taillé en facette pour former des gemmes impressionnantes.